# (3402) Wisdom
(3402) Wisdom – planetoida z grupy przecinających orbitę Marsa okrążająca Słońce w ciągu 3 lat i 42 dni w średniej odległości 2,13 j.a. Została odkryta 5 sierpnia 1981 roku w Lowell Observatory (Anderson Mesa Station) przez Edwarda Bowella. Nazwa planetoidy pochodzi od Jacka Wisdoma, amerykańskiego astronoma. Przed nadaniem nazwy planetoida nosiła oznaczenie tymczasowe (3402) 1981 PB.